# Héctor Romero
Héctor Romero – piłkarz urugwajski, obrońca.
Na turnieju Copa América 1941, gdzie Urugwaj został wicemistrzem Ameryki Południowej, zagrał z Chile, Argentyną i Peru. 
Rok później, gdy Urugwaj zdobył tytuł mistrza Ameryki Południowej, zagrał z Brazylią, Peru i Argentyną. Podczas tych meczów na Copa América 1942 tworzył z Agenorem Muñizem parę obrońców, a Urugwaj nie stracił ani jednej bramki.
W barwach Club Nacional de Football cztery razy z rzędu zdobył tytuł mistrza Urugwaju (1940, 1941, 1942 i 1943).
Romero od 24 marca 1940 do 25 sierpnia 1942 rozegrał w reprezentacji Urugwaju 9 meczów.